# KGB
Cet article concerne le service de renseignement de l'Union des républiques socialistes soviétiques. Pour les autres significations, voir KGB (homonymie).
Le KGB (Komitet gossoudarstvennoï bezopasnosti, en alphabet cyrillique : КГБ, Комитет государственной безопасности ), c'est-à-dire Comité pour la sécurité de l'État, est le principal service de renseignement de l'URSS post-stalinienne, où il avait notamment la fonction de police politique.
Avatar des organismes successifs de la police politique soviétique : Tchéka, GPU, NKVD, enfin MGB (ministère de la Sécurité de l'État) en 1946, le KGB est créé le 13 mars 1954 et fonctionne jusqu'au 6 novembre 1991. Son quartier général était situé à la Loubianka (2, place Félix-Dzerjinski) à Moscou.

## Historique

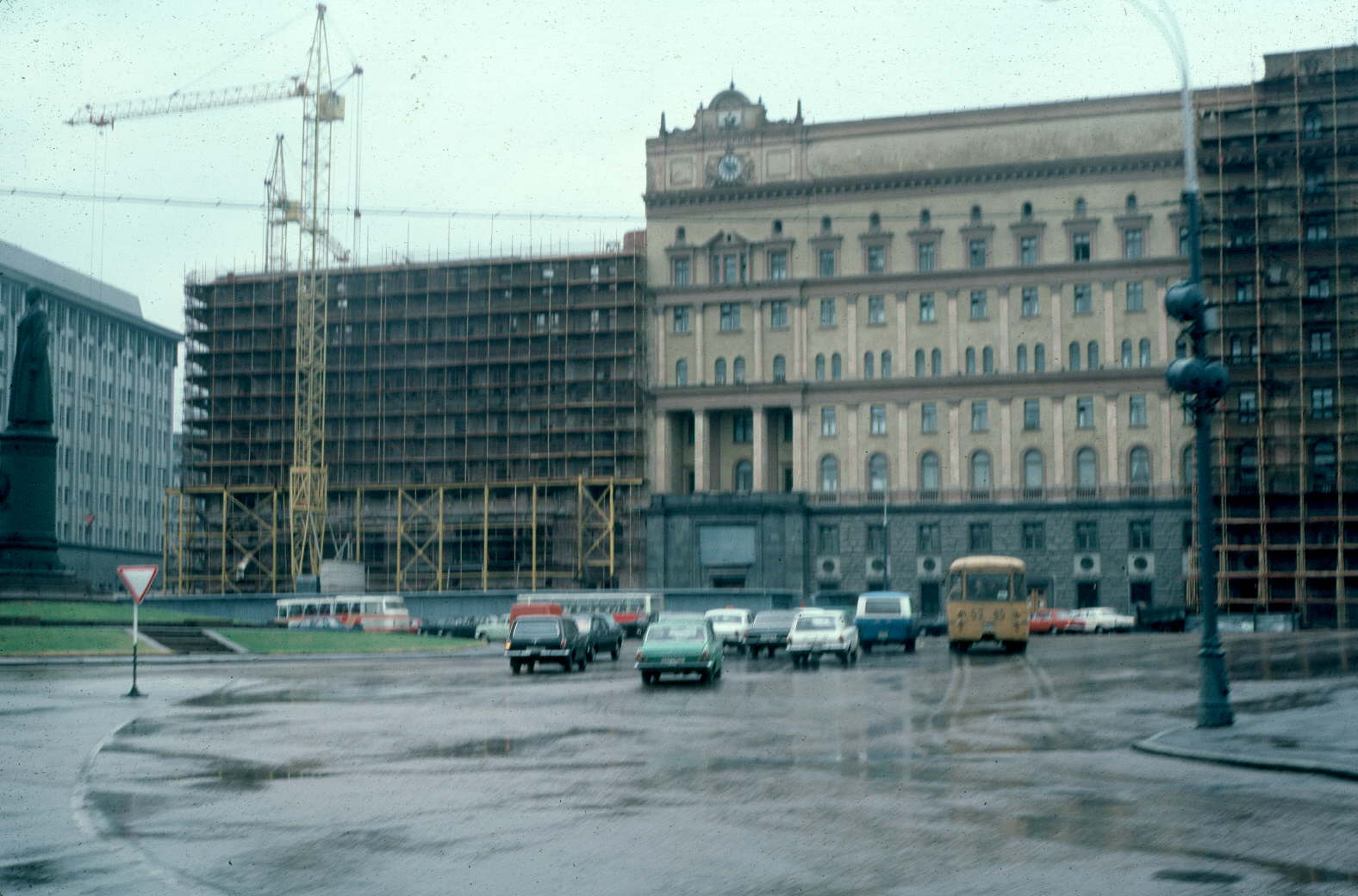
Le siège du KGB en 1983.

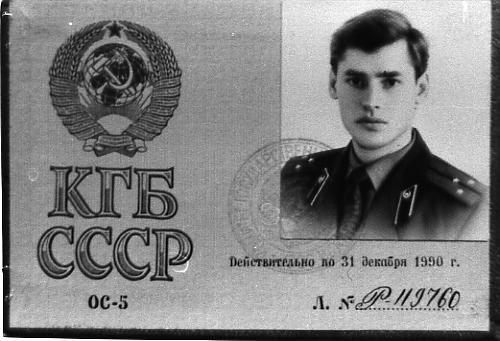
Carte de membre du KGB, 1987.

### Le MGB (1946-1954)
MGB (МГБ) est le sigle pour Ministerstvo Gossoudarstvennoï Bezopasnosti (Министерство Государственной Безопасности), c'est-à-dire : ministère de la sécurité de l'État. Ce ministère est confié à Viktor Abakoumov.
En mars 1953, peu après la mort de Joseph Staline, Lavrenti Beria réunit le ministère des Affaires intérieures (MVD) et le MGB en un seul organisme, appelé MVD. Mais peu après, Beria est exécuté et le MVD est dissous.

### Le KGB (1954-1991)
Les deux organismes sont de nouveau séparés : le nouveau MVD détient notamment les pouvoirs de police judiciaire, tandis que le KGB nouvellement créé assume les fonctions de sécurité intérieure et extérieure — contrôlant les Troupes frontalières soviétiques —, sous les ordres du Conseil de ministres. À sa tête se trouve un directeur.
Le 5 juillet 1978, le KGB est rebaptisé « KGB de l'Union soviétique » et son directeur obtient une place au Politburo.
Depuis sa création, le KGB fut considéré comme « l'épée et le bouclier » de la révolution bolchévique et du Parti communiste de l'Union soviétique. Le KGB obtint de nombreux succès dans les premières années de son existence. La faiblesse des services de sécurité américains et britanniques d'alors offrit au KGB l'occasion de pénétrer les services de renseignement étrangers avec ses propres agents comme les « Cinq de Cambridge ». Le succès le plus important des services secrets soviétiques fut incontestablement l'obtention d'informations détaillées concernant le bâtiment où avait été construite la bombe atomique (projet Manhattan), possible grâce aux agents infiltrés du KGB, tels Klaus Fuchs et Theodore Hall.
Pendant la guerre froide, le KGB chercha à contrôler, intimider voire liquider les dissidents politiques accusés de « subversion idéologique », tels Alexandre Soljenitsyne ou Andreï Sakharov. Il obtint également des succès remarquables dans l'espionnage, comme la récolte continue de technologie occidentale par ses agents tels Melita Norwood et l'infiltration du gouvernement d'Allemagne de l'Ouest sous Willy Brandt par l'intermédiaire de la Stasi. Cependant, la révélation d'opérations du KGB en cours par des défections en son sein de personnes haut placées — telles Elizabeth Bentley (en) aux États-Unis et Oleg Gordievsky en Grande-Bretagne — d'une part, et d'autre part l'essoufflement des vocations idéologiques après la répression de l'insurrection de Budapest en 1956 et le Printemps de Prague en 1968, dont le résultat fut un déclin important des capacités opérationnelles du KGB, constitua un double revers. Néanmoins, le KGB fut renseigné par des membres des services secrets de l'Ouest comme Aldrich Ames (officier de la CIA) ou Robert Hanssen (agent spécial du FBI), l'aidant à contrebalancer la perte de ses agents talentueux.
Les services secrets soviétiques sont responsables de la mort au sein de l'Union soviétique de milliers de personnes considérées comme des opposants ou des « ennemis du peuple ». Néanmoins avec la déstalinisation, leurs pouvoirs furent sensiblement réduits.
Dans les années 1980, le KGB emploie encore 700 000 personnes sur le territoire de l'Union soviétique, auxquels s'ajoutent près de 5 millions d'« informateurs » ou de « correspondants » dans le monde. Plus de 200 000 fonctionnaires sont présents pour la surveillance des frontières.
Le KGB fut compromis quand son président, le général Vladimir Krioutchkov, utilisa les ressources internes du KGB pour aider la tentative de putsch de Moscou d'août 1991 qui avait pour but de renverser Mikhaïl Gorbatchev. Le 22 août 1991, Krioutchkov fut arrêté et le général Vadim Bakatine (en) fut nommé à la tête du KGB avec pour mission de le dissoudre. Le KGB cessa officiellement d'exister le 4 décembre 1991. Ses services furent divisés en plusieurs branches distinctes : la Sécurité intérieure (Service de sécurité intérieure de l'URSS — futur FSK, puis FSB), le Service central de renseignement de l'URSS (futur SVR) et le Service des gardes-frontières. D'autres services autonomes ont vu le jour en 1992, tel le Service de création de codes et de décryptage (FAPSI), tandis que les unités d'élite étaient confiées au ministère de l'Intérieur, le FSB se voyant retirer ses pouvoirs d'instruction. En 1995, le FSB a retrouvé ses pouvoirs d'instruction et ses unités d'élite. En 2002, les gardes-frontières et le FAPSI sont revenus dans le giron du FSB.
Nombre d'anciens cadres du KGB se sont reconvertis dans la nouvelle économie de marché russe ou dans la politique comme Vladimir Poutine.
En Biélorussie, le service secret a conservé ce nom, tandis qu'en Transnistrie, le service secret a porté ce nom jusqu'en 2017, pour devenir le ministère de la Sécurité d'État.

## Missions

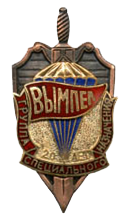
Le KGB avait sa propre unité de forces spéciales « anti terroriste », le Vympel créé en 1981, repris depuis par le FSB dont voici l'écusson.

Apparemment, le domaine d'action du KGB recoupait plus ou moins les mêmes fonctions et pouvoirs que ceux exercés aux États-Unis par la Central Intelligence Agency (CIA), la division de contre-espionnage du Federal Bureau of Investigation (FBI), du Federal Protective Service et du Secret Service. Mais il n'y avait aucun contrôle de ses activités, ni de limites de ses moyens. En fait, le KGB, en tant que police politique secrète était soumis au Politburo, et plus précisément, au secrétaire général du parti communiste de l'URSS. Cependant, le KGB ne peut pas être considéré comme un service de renseignement fonctionnant comme ses concurrents occidentaux (CIA, DGSE ou MI-6) étant donné sa très forte influence et ses multiples fonctions, son contrôle de la société soviétique et ses effectifs considérables. Le KGB tirait sa mission idéologique de ses insignes : « le bouclier pour défendre la révolution, l'épée pour écraser ses ennemis » (L'Épée et le Bouclier, 23). Ses missions attitrées étaient l'espionnage extérieur, le contre-espionnage, la liquidation des opposants politiques et des organisations contre-révolutionnaires à l'intérieur de l'Union soviétique et à l'étranger, la garde des frontières, la sécurité du Parti communiste et des chefs de l'État, et les propriétés de l'État soviétique. Certains experts estiment que le KGB comptait 1,5 million de collaborateurs alors que le gouvernement soviétique affirmait que ses services secrets comptaient 480 000 employés dont 217 000 gardes-frontières. Toutes les administrations soviétiques étaient sous surveillance de ce service qui les utilisait comme couverture pour ses missions. Selon Edouard Chevardnadze, environ 30 % des employés du ministère des Affaires étrangères étaient agents travaillant aussi pour le KGB.
Le KGB a su tisser un des plus importants réseaux internationaux d’agents capables d’infiltrer énormément de milieux, qu'ils soient intellectuels, politiques (notamment dans les partis communistes d’Europe), religieux, militaires, maçonniques, étudiants, industriels.
De nombreuses associations furent utilisées par celui-ci :
- Union internationale des étudiants (UIE) ;
- Organisation internationale des journalistes (OIJ) ;
- Fédération syndicale mondiale (FSM).

Autant de « front associations » qui permettaient parfois au KGB et alliés d'implanter ses agents à l'Ouest, mais qui étaient surtout régulièrement utilisés dans le cadre de mesures actives pour propager la désinformation, telle l'opération INFEKTION, concoctée par le service des « mesures actives » de la 1re direction générale du KGB avec parfois l'aide de journalistes comme le Français André Ulmann.
De très nombreux étrangers ont travaillé pour l'Union soviétique, que ce soit pour raisons idéologiques, pour des raisons mercantiles ou contraints par un chantage. Le journaliste communiste américain Whittacker Chambers révéla ainsi en 1948 qu'au moins 75 fonctionnaires de l'administration américaine, dont Alger Hiss, membre de la délégation américaine lors de la conférence de Yalta, et Harry Dexter White, bras droit du secrétaire au Trésor des États-Unis de l'époque, avaient livré des informations capitales à ce pays durant la Seconde Guerre mondiale.
À la différence de la Central Intelligence Agency (CIA), il manquait au KGB un service d'analyse des renseignements, ce qui limitait considérablement sa capacité à tirer profit des très nombreux renseignements collectés. Ceci était dû au système de parti unique en URSS ; Staline, puis plus tard, Nikita Khrouchtchev, agissaient souvent comme leur propre analyste : les cadres du KGB qui avaient une opinion contraire ou différente étaient régulièrement écartés. La peur de transmettre des informations allant à l'encontre de l'opinion d'un supérieur signifiait que les renseignements technologiques et scientifiques avaient une position prédominante au KGB[réf. nécessaire].
En matière d'espionnage, le KGB se reposait beaucoup sur le renseignement humain (HUMINT) dans ses premières années, particulièrement illégal, alors que sa contrepartie occidentale, qui faisait davantage confiance à des renseignements basés sur la technologie et l'imagerie (IMINT) et le renseignement par signaux (SIGINT). Pendant la guerre froide, l'augmentation des mesures de sécurité empêcha les tentatives du KGB de reconstruire ses réseaux de renseignement humains dans leur ampleur originelle et la priorité fut alors donnée à l'espionnage électronique.
Aux missions de paix, il fallait ajouter celles qui incomberaient au KGB dans l'hypothèse d'une guerre. Il aurait alors en outre disposé d'unités blindées dont le rôle eût été en particulier de suivre les formations fournies par les « pays satellites » (Pologne, Tchécoslovaquie, Hongrie, RDA, etc.), considérées comme peu sûres et de s'opposer par la pratique des fusillades à toute désobéissance, reprenant le rôle du NKVD durant la Seconde Guerre mondiale.

## Organisation du KGB

### Président du KGB
Le KGB était dirigé par un haut fonctionnaire, nommé par le Comité central du Parti communiste de l'Union soviétique (PCUS) sur recommandation du Département des organes administratifs du CC du PCUS et avec un avis favorable du Politburo du CC du PCUS.
Les présidents du KGB, après Iouri Andropov, étaient en même temps membres du Politburo du CC du PCUS.
Le président du KGB était secondé par :
- un Présidium du KGB (collège composé des principaux directeurs et des chefs de services) ;
- un Comité du PCUS (ayant les droits et le statut d'un comité d'arrondissement de la ville de Moscou) ;
- un Comité de la jeunesse communiste – Komsomol (avec le même statut du comité d'arrondissement) ;
- un Comité du club sportif Dynamo Moscou.

Les différents présidents du KGB furent :
- mars 1954-1958 : Ivan Alexandrovitch Serov ;
- 1958-1961 : Alexandre Chélépine ;
- 1961-1967 : Vladimir Iefimovitch Semitchastny ;
- 1967-1982 : Iouri Andropov ;
- mai-décembre 1982 : Vitaly Fedortchouk ;
- 1982-1988 : Viktor Tchebrikov ;
- 1988-août 1991 : Vladimir Krioutchkov ;
- 22-23 août 1991 : Leonid Chebarchine[11] ;
- août-décembre 1991 : Vadim Bakatine.

Les cadres de carrière ayant un statut de type militaire, il n'y avait pas pour eux de syndicat. Seuls les employés civils pouvaient se réunir en syndicat.

### Organigramme
L'organigramme du KGB était le suivant à la fin de son existence, en décembre 1991 :
Directions générales :
- première direction générale (PGU) : renseignement extérieur ;
- deuxième direction générale (VGU) : contre-espionnage ;
- troisième direction générale : contre-espionnage (au sein des armées) ;
- direction générale des gardes-frontières ;
- huitième direction générale : sécurité des communications et chiffrement.

Directions :
- quatrième direction : sécurité des transports ;
- direction de la protection de la Constitution (cinquième direction avant 1989 : police politique et idéologique dont la mission était la chasse des dissidents et la surveillance des groupes religieux) ;
- sixième direction : contre-espionnage économique et sécurité industrielle ;
- septième direction : surveillance (service des « fileurs ») ;
- quinzième direction : sécurité des installations du gouvernement (dont le contrôle des armes nucléaires) ;
- seizième direction : interception des communications ;
- direction technique opérationnelle (OTU) : soutien technique aux opérations ;
- direction de la construction militaire : sites militaires stratégiques.

Sections et services :
- sixième section : interception et inspection du courrier ;
- dixième section : archives ;
- douzième section : interceptions téléphoniques ;
- section d'enquête ;
- service de protection du KGB (auparavant neuvième direction ou direction de la Garde) : protection rapprochée des hauts dignitaires du Parti communiste et du gouvernement soviétique ;
- service des communications du gouvernement ;
- école supérieure du KGB.

## Documentaire
- 2019 : KGB : Le Sabre et le Bouclier de Jamie Doran.